# Flambé
Iphiclides podalirius
Espèce
Statut de conservation UICN

 LC : Préoccupation mineure
Le Flambé ou Machaon rare (Iphiclides podalirius) est une espèce paléarctique de lépidoptères (papillons) de la famille des Papilionidae et de la sous-famille des Papilioninae.

## Description

### Papillon
L'imago du Flambé est un grand papillon de forme vaguement triangulaire possédant une queue, d'une envergure de 50 à 70 mm (le mâle est plus petit que la femelle) et reconnaissable à ses grands vols planés. Sur un fond blanc à jaune pâle, l'aile antérieure présente six rayures noires disposées en éventail et l'aile postérieure une bordure noire et des lunules marginales bleues ainsi qu'un ocelle anal bleu cerné de noir et surmonté d'un arc orange.

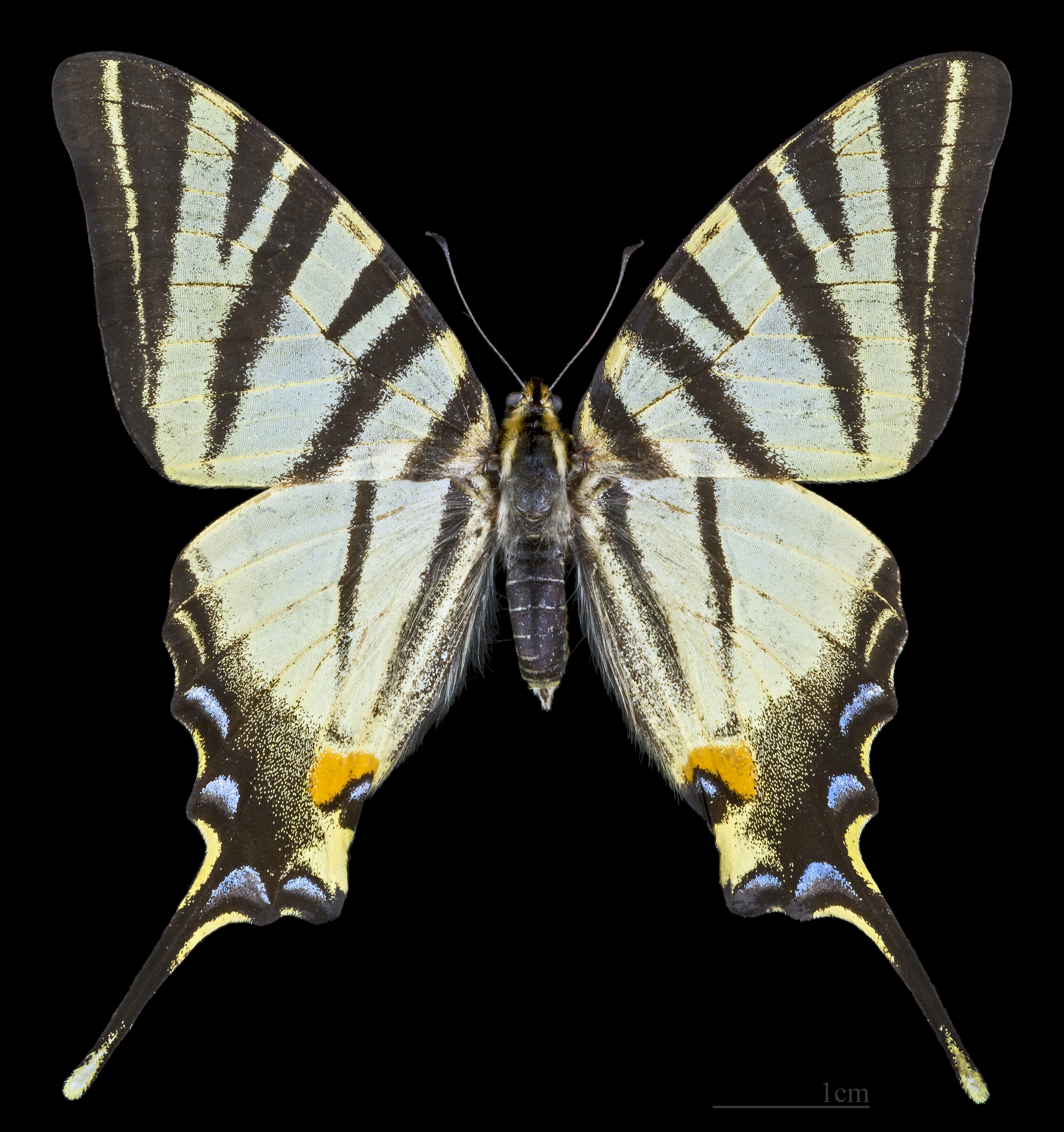
Mâle (dos)
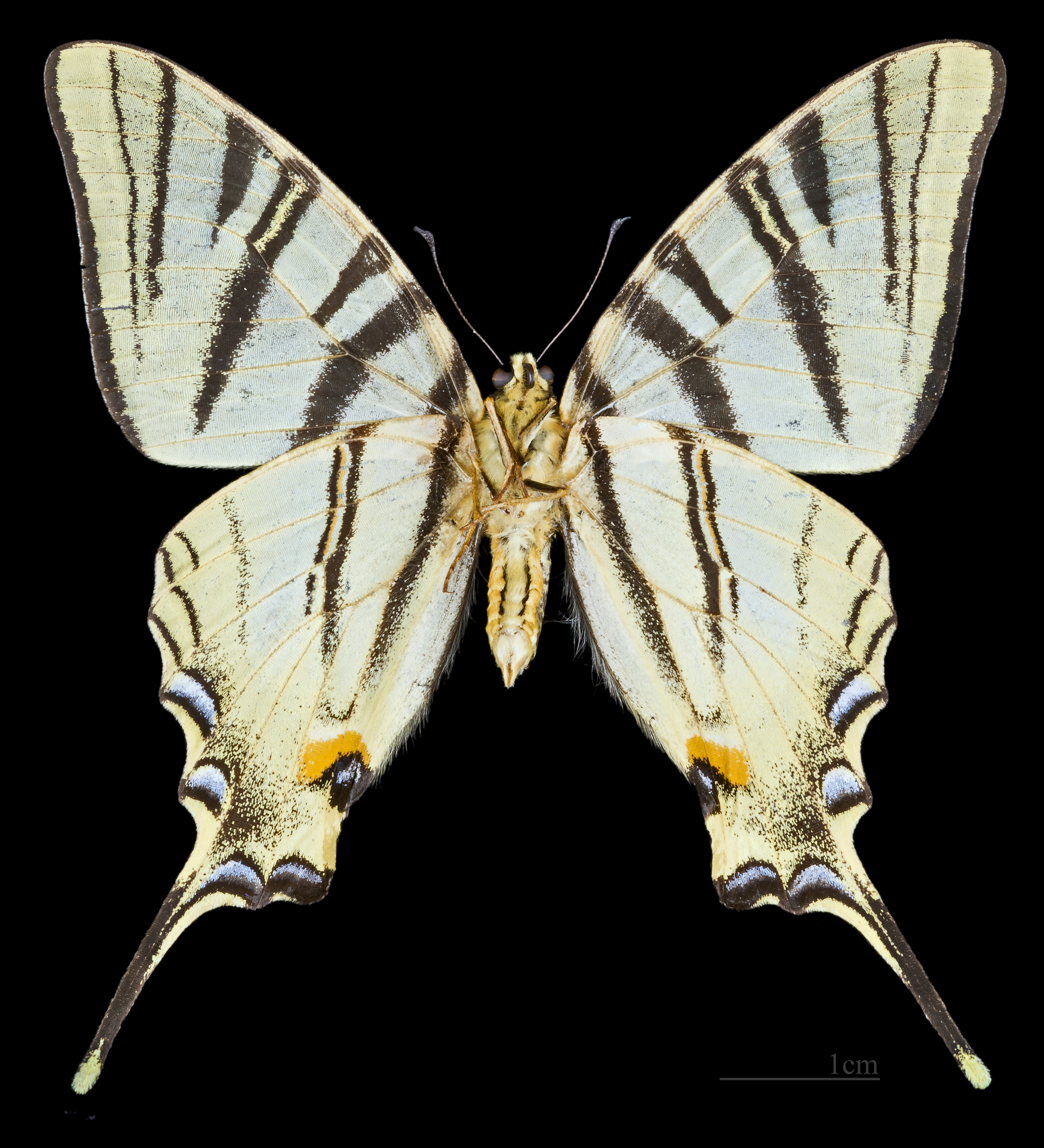
Mâle (ventre)
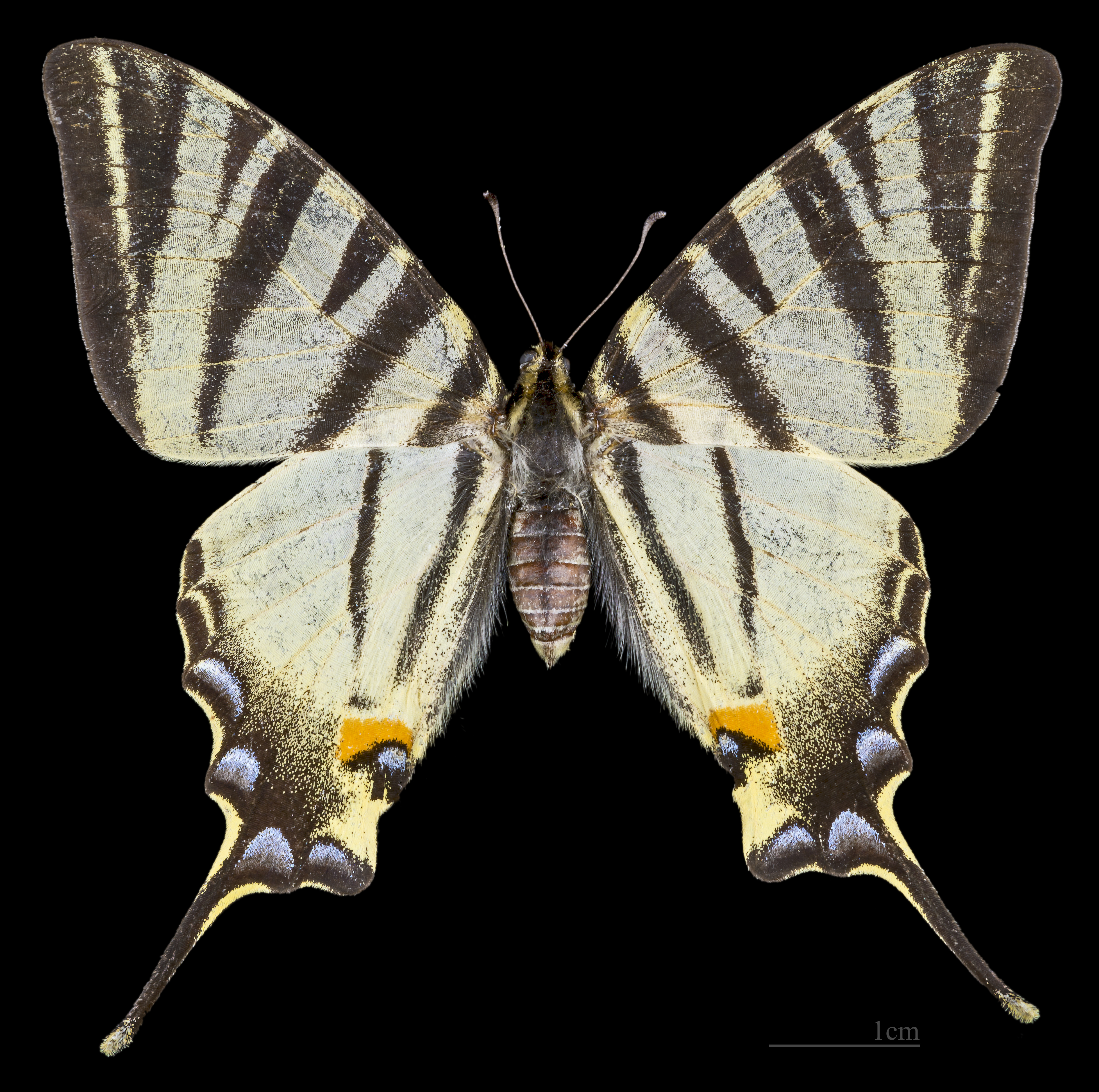
Femelle (dos)
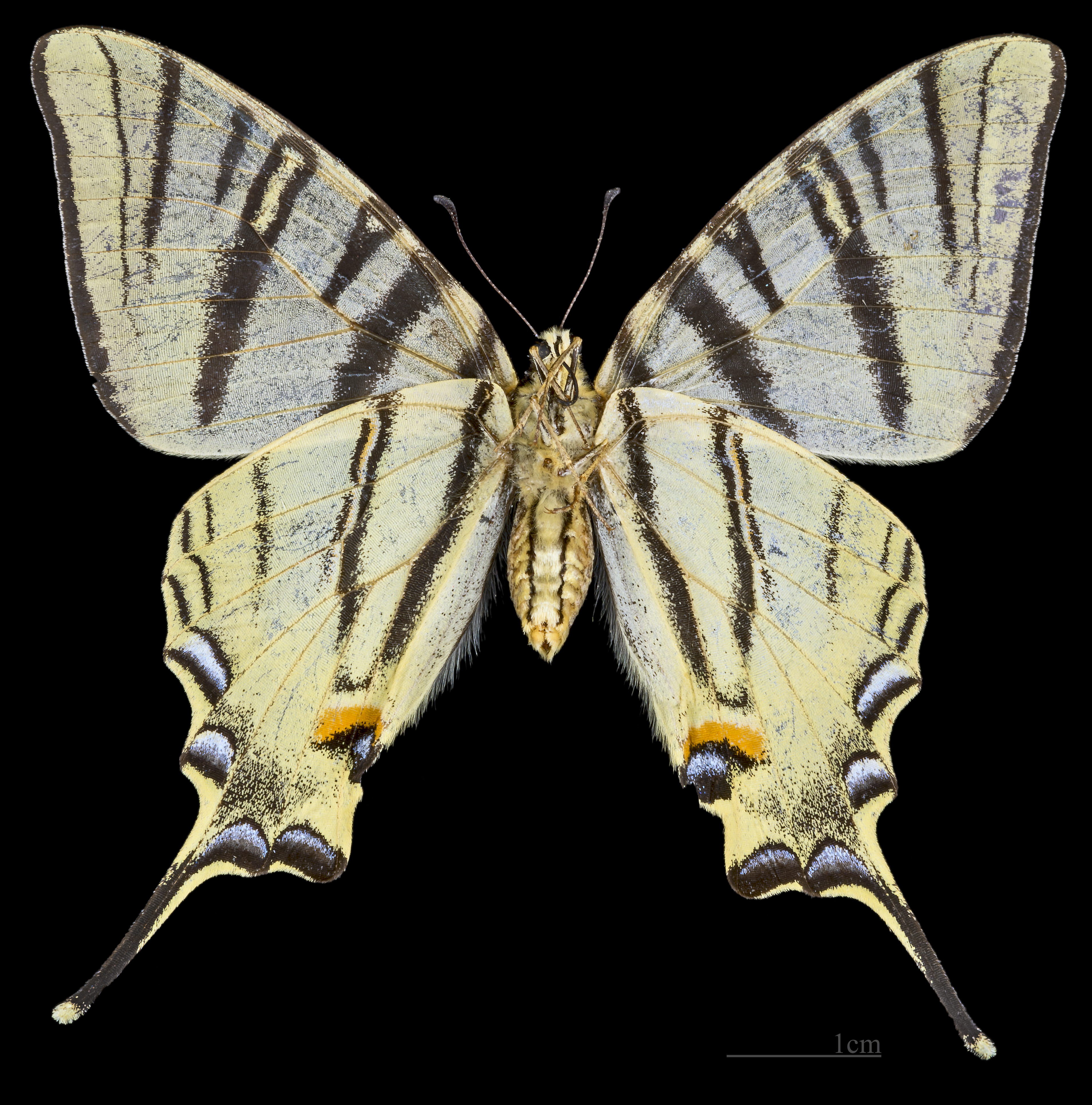
Femelle (ventre)

Espèces ressemblantes
Le Flambé ressemble beaucoup au Voilier blanc (Iphiclides feisthamelii), qui le remplace dans la péninsule Ibérique et le Roussillon, et avec lequel il ne cohabite que dans quelques endroits du Sud de la France. Plus rarement, les profanes peuvent le confondre avec le grand porte-queue Papilio machaon comme en témoignent les nombreux sites de questions.

### Premiers stades
Le Flambé pond ses œufs d'avril à août. La chenille, initialement noire, devient verte après la seconde mue. Puis après huit semaines, elle se transforme en chrysalide sur sa plante hôte.

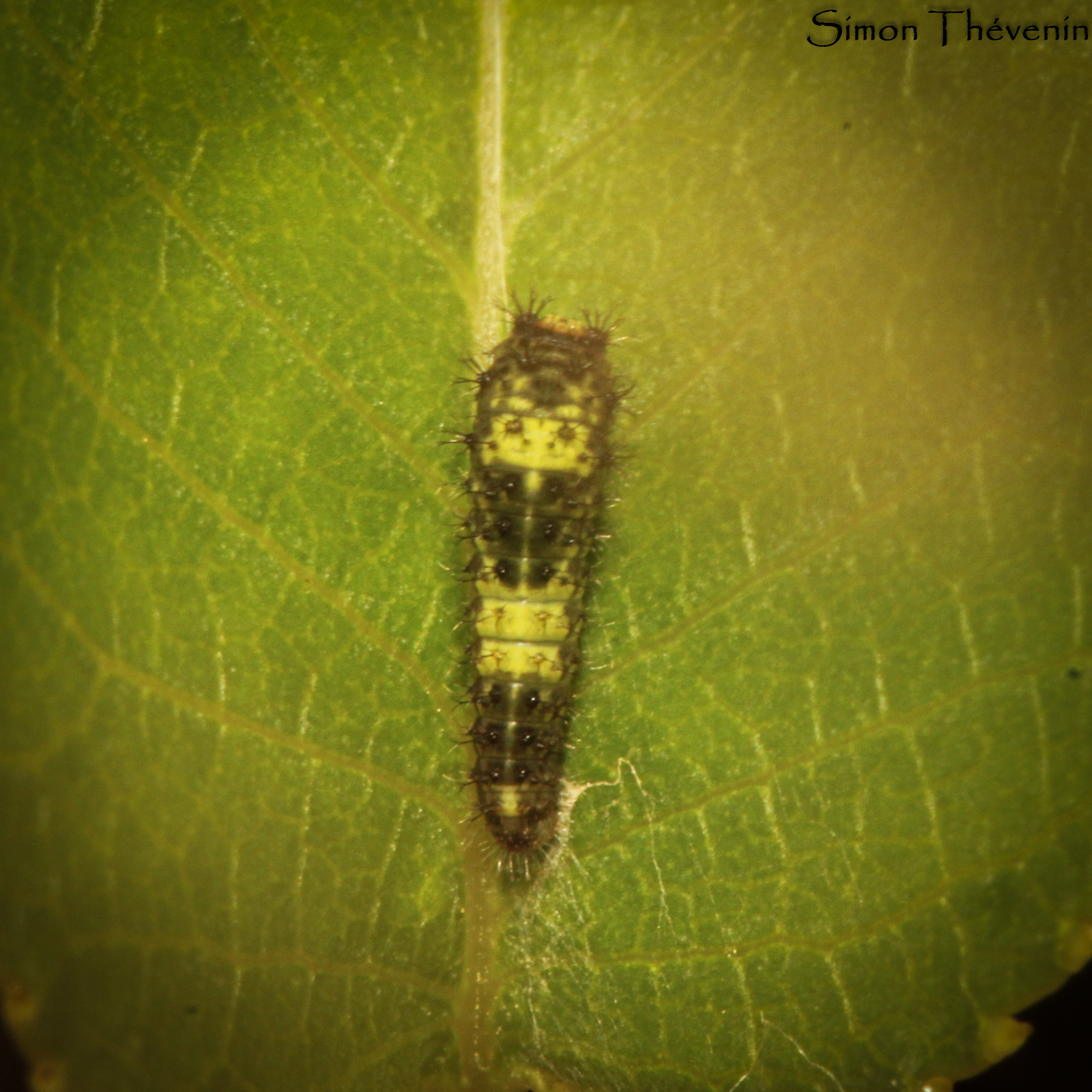
Chenille stade I
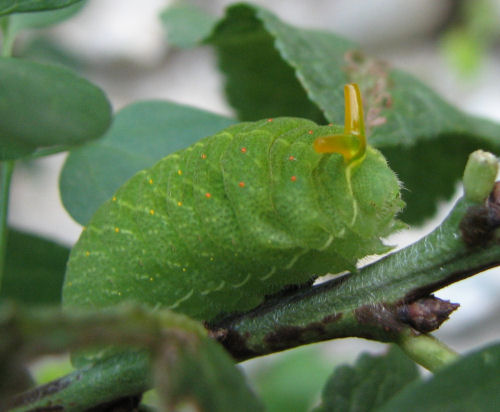
Chenille.
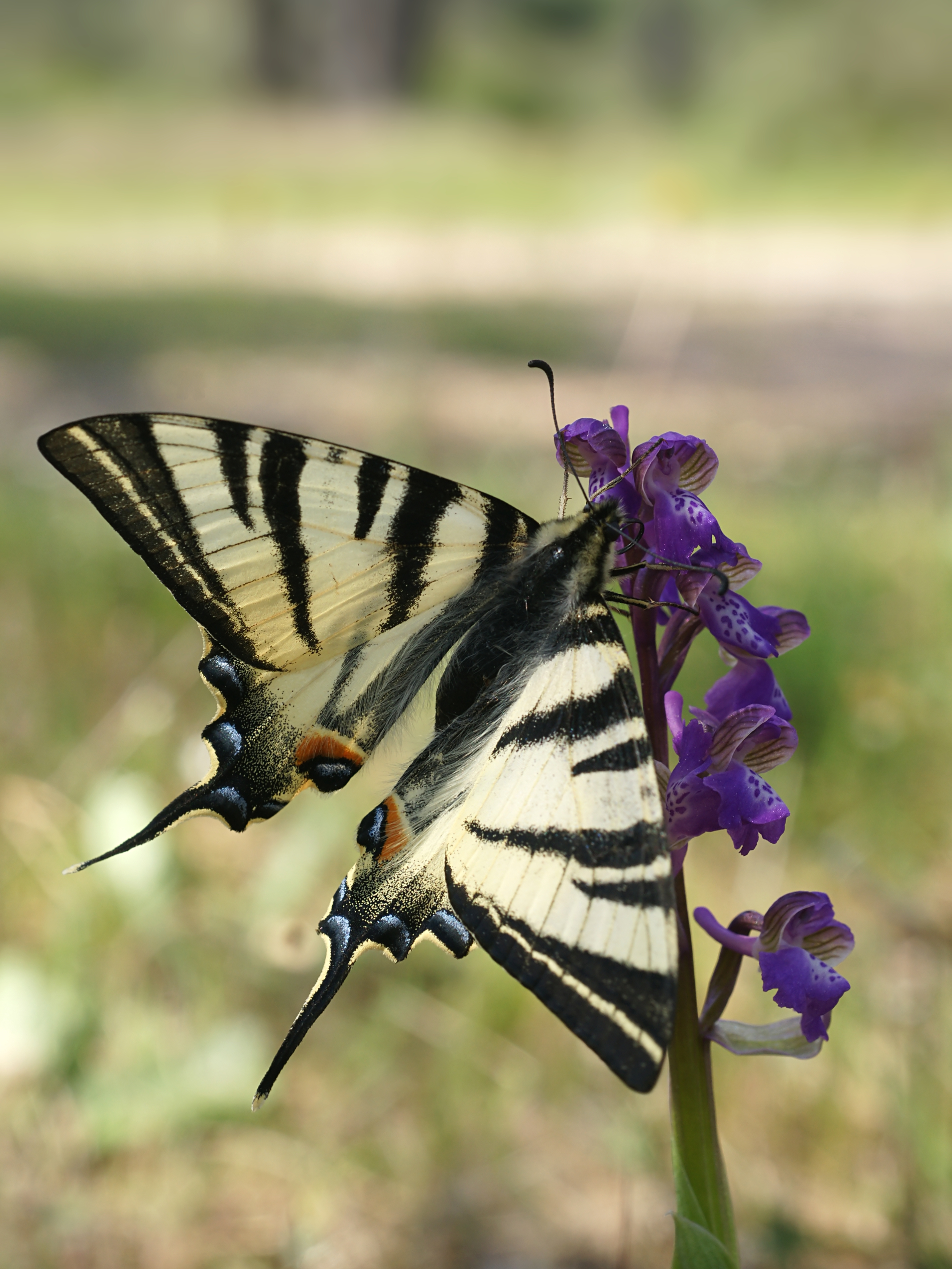
Imago sur un Orchis morio.
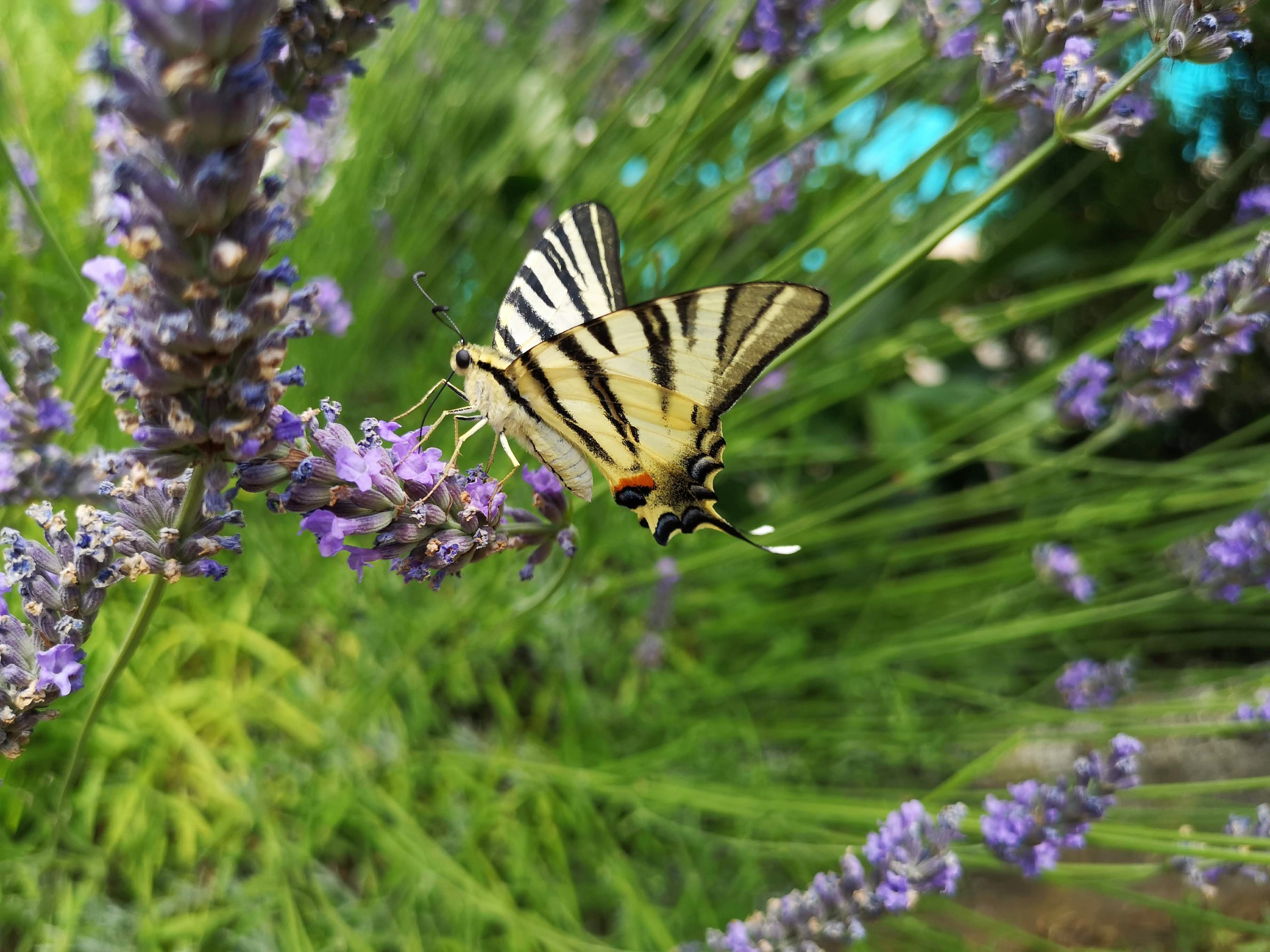
Imago butinant une lavande.

## Biologie

### Période de vol et hivernation
Le flambé hiverne à l’état de chrysalide. Il vole de fin mars à septembre. Il a une, deux, ou trois générations par an.
Il est migrateur dans la partie nord de son aire.

### Plantes hôtes
Les plantes hôtes de sa chenille sont le prunelier, les cerisiers dont le cerisier à grappes, les aubépines et aussi les pêchers et les amandiers. Un hôte alternatif récemment découvert (2000) est Prunus serotina.

### Besoin en sels minéraux

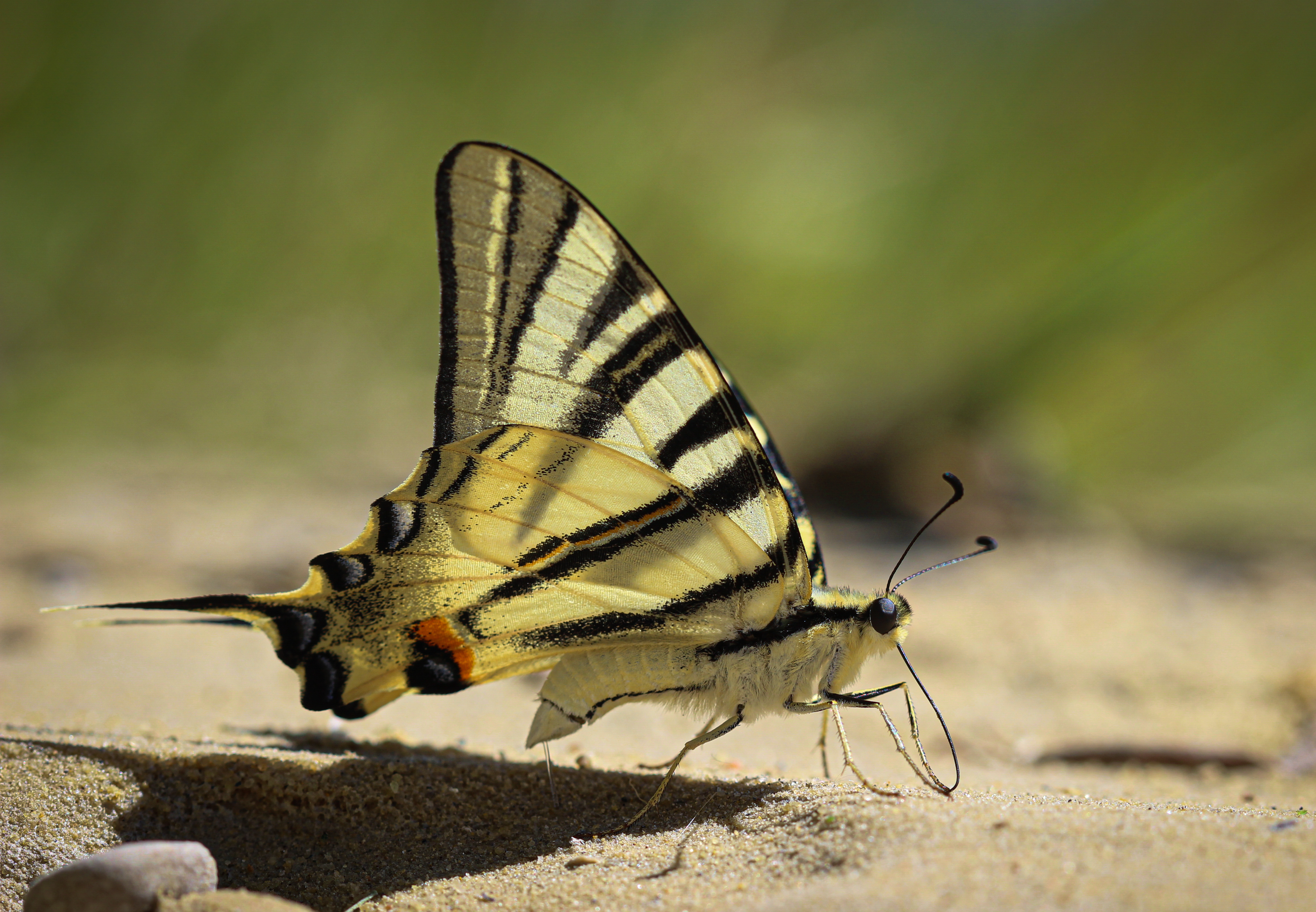
Flambé récupérant des sels minéraux sur le sol humide d'une berge de l'Ouvèze.

Comme les autres papillons, il a besoin de sels minéraux. Pour ce faire, il filtre l'eau en aspirant les pellicules à la surface de la boue (souvent en bord de cours d'eau) et récupère les sels minéraux après avoir excrété l'eau par l'anus.

## Distribution et biotopes
Iphiclides podalirius est présent en Eurasie, dans toute l'Asie tempérée jusqu'en Chine et dans toute l'Europe sauf au nord en Scandinavie, en Angleterre et en Irlande. Il est résident et migrateur en Belgique, en Hollande, dans le nord de l'Allemagne et de la Pologne et dans les États baltes. Il est résident rarement aussi en Autriche.
Il est présent dans presque tous les départements de la France métropolitaine, à l'exception du Finistère, du Nord, du Pas-de-Calais et des Pyrénées-Orientales.
Il est présent en Suisse et localisé dans le sud de la Belgique où il est considéré comme vulnérable.

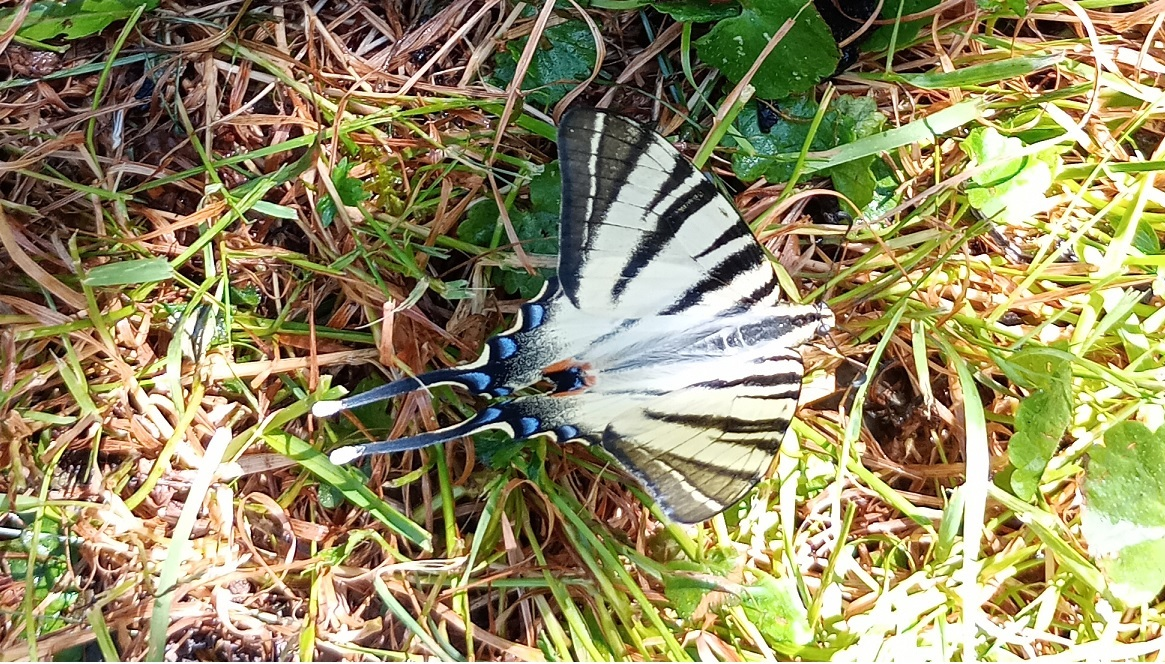
Flambé (Iphiclides podalirius) photographié début juillet 2025 dans un jardin du sud de la Styrie (Autriche).

### Biotope
Des lieux fleuris divers lui conviennent : jardins, vergers, bois clairs, collines, montagnes et ce jusqu'à deux mille mètres.

## Systématique
L'espèce Iphiclides podalirius a été décrite par le naturaliste suédois Carl von Linné en 1758, sous le nom initial de Papilio podalirius.
Elle est l’espèce type du genre Iphiclides.
L'épithète spécifique fait référence à Podalire, médecin des Grecs lors de la guerre de Troie.

### Synonymes
- Papilio podalirius Linné, 1758 – protonyme
- Iphiclides podalirius (Scopoli, 1763)

### Sous-espèces
- Iphiclides podalirius podalirius présent dans le centre et le sud de l'Europe
- Iphiclides podalirius feisthamelii considéré par certains comme une espèce à part entière, le Voilier blanc
- Iphiclides podalirius persica Verity, 1911
- Iphiclides podalirius virgatus (Butler, 1865)[8].

## Noms vernaculaires
Le Flambé se nomme Segelfalter en allemand, Scarce Swallowtail en anglais et Podalirio en italien.

## Le Flambé et l'Homme

### Protection
Il n'a pas de statut de protection général mais il est protégé dans plusieurs pays d'Europe, République tchèque, Slovaquie, Hongrie, Luxembourg, Pologne et dans certaines régions d'Autriche (Carinthie, Basse-Autriche Haute-Autriche, Salzbourg, Styrie, Tyrol, Vorarlberg, Vienne), d'Allemagne (Bade-Wurtemberg, Bavière, Brandebourg, Saxe-Anhalt) et en France dans la région Île-de-France.

### Philatélie
Le Flambé a illustré des timbres en Allemagne de l'Ouest, en Hongrie et en Union soviétique.

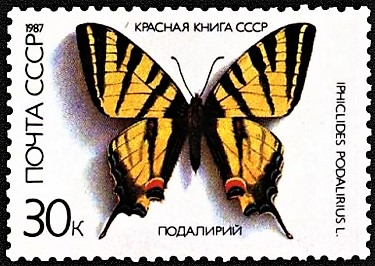
Timbre de 1987 de la poste soviétique

## Notes et références

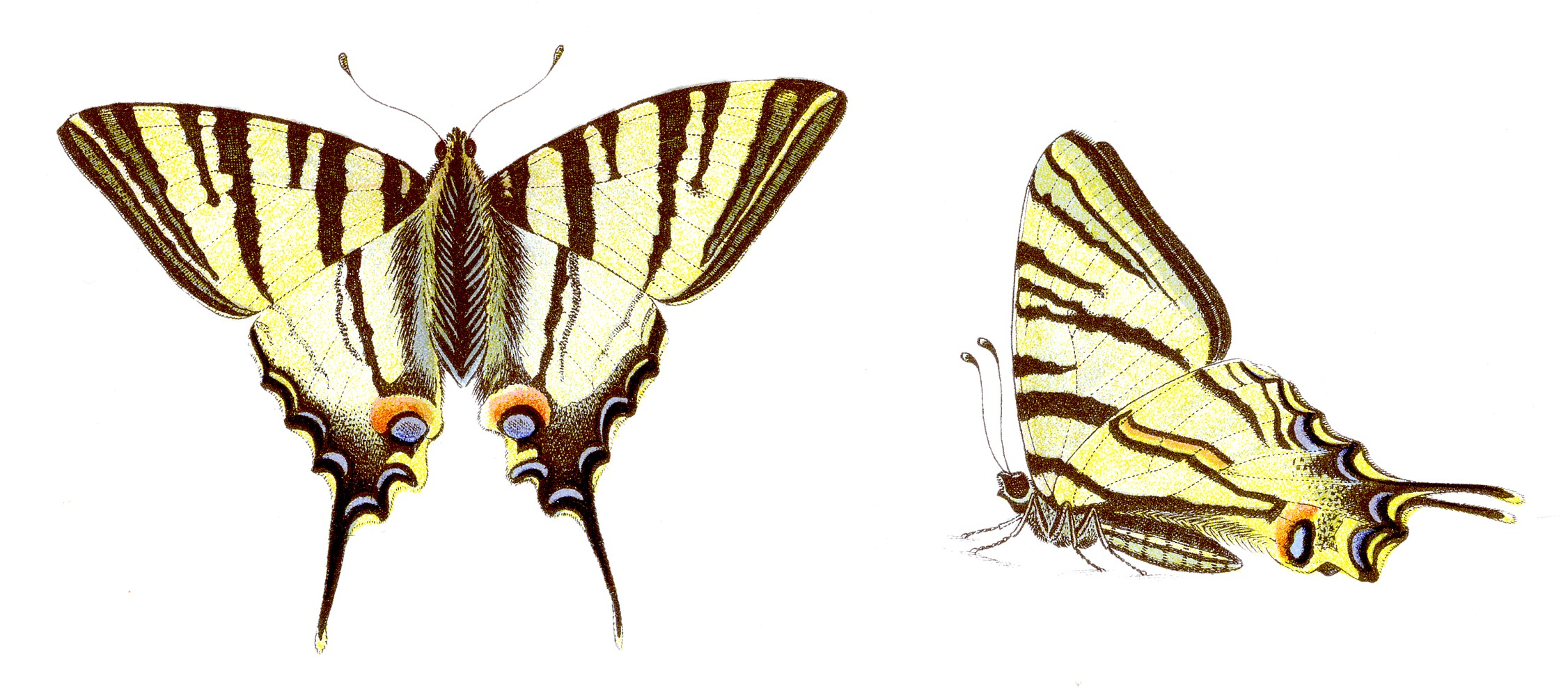
Dessin de Jacob Hübner (1800)